# Evangelický kostel (Nové Město pod Smrkem)
Evangelický kostel v Novém Městě pod Smrkem je stavba vybudovaná v letech 1911 až 1912 na západním okraji města. Autorem jeho projektu byl německý architekt Otto Bartning (1883 – 1959) z Berlína. Stavba patří k jeho raným dílům.
Budova je situovaná v západních partiích města (v Blahoslavově ulici) a od města je oddělena železniční tratí z Frýdlantu do Jindřichovic pod Smrkem. Od 10. února 2009 je chrám společně s farou chráněn jako kulturní památka České republiky.
Stavba kostela nesla název „Lutherův hrad“. Toto označení pravděpodobně odkazovalo na píseň Martina Luthera „Hrad přepevný je Pán Bůh náš“.

## Historie
O výstavbě kostela bylo rozhodnuto v roce 1910. Stavba byla 30. dubna 1911 svěřena Rudolfu Hamplovi z Frýdlantu, který hned v květnu se stavbou začal. Zahájení výkopových prací se uskutečnilo 8. května a již 15. června 1911 došlo k slavnostnímu položení základního kamene. Ani ne za měsíc (12. července) se kladla střecha na faře a sborovém sále a 1. srpna i na kostele. Stavba byla za významných finančních příspěvků z Německa dokončena v roce 1912. K jejímu vysvěcení došlo 11. srpna 1912. Autorem zvonu vážícího 122 kg je Gustav Adolf. Vysvěcen byl v roce 1927. A roku 1929 byly na věž instalovány hodiny.
Celá stavba včetně úpravy pozemku a příjezdové silnice ke kostelu (dnešní Blahoslavovy ulice) stála 84 000 rakouských korun. Na stavbu významnějšími částkami přispěli:
- spolek Dílo Gustava Adolfa z Německa
- Evangelický svaz v Německu
- zdejší firma Klinger
- hrabě František Clam-Gallas (majitel frýdlantského panství)
- mateřský evangelický sbor ve Frýdlantu, jehož byl sbor v Novém Městě pod Smrkem kazatelskou stanicí

Po druhé světové válce (v roce 1945) kostel získala Českobratrská církev evangelická. Areál však od té doby chátral, protože na něm nebyly dělány významnější opravy. K nim se přistoupilo až na začátku 21. století.

## Popis budovy
Budova je v půdorysu ve tvaru písmene „U“, v jejímž jihozápadním okraji stojí věž kostela. V levé – západní – části je bohoslužebný prostor, ve střední sborový sál (využívaný v zimních měsících k bohoslužbám namísto velkého kostela) a v pravé – východní – části budovy jsou sborové kanceláře a byt faráře. Vstupy do kostela i do pravého křídla jsou situované z jižní strany. Záměr postavit kostel, sborový sál i faru jako jednu budovu bylo na tehdejší dobu velmi pokrokové. V dnešním sklepě byl ještě byt pro kostelníka a sekretáře v jedné osobě. V hlavním bohoslužebném prostoru jsou po stranách umístěny dřevěné lavice a mezi nimi vede přístupová cesta dopředu kostela, kde je umístěn stůl Páně a vlevo od něj dřevěná křtitelnice. Napravo jsou výrazná vysoká kamna. Za stolem Páně je v apsidě umístěná vyvýšená kazatelna a po stranách od ní jsou po každé straně jedna krátká lavice, na které (té vpravo) sedává během bohoslužby kazatel. Na portálu apsidy je napsán text z 1. listu Janova, 4. kapitoly, 8. verše: „Bůh láska jest“.

### Zvony
Pro tento kostel bylo celkem odlito šest zvonů.[zdroj?]
První tři zvony odlilo zvonařství bratrů Otto und Friedrich Schilling v Durynsku. Firemní označení Glockengießerei Franz Schilling Söhne Apolda. Celková váha zvonů byla 800 kg, zněly trojhlasně a měly tóny a, cis, e. Názvy zvonů byly – Exulantenglocke, Lutherglocke a Gustav Adolf Glocke. Svěcení zvonů bylo 21. dubna 1912. Zvony byly 1. září 1916 zrekvírované.
Další tři zvony odlil zvonař Oktav Winter z Braunau (Broumov). První malý zvon Gustav Adolf Glocke byl dodán a vysvěcen 9. listopadu 1919. Zvon měl tón e, průměr 61 cm a váhu 122 kg, cena byla 2 684 K. Další dva zvony byly dodány a vysvěceny v sobotu 29. října 1927. Cena 20 000 K. Druhá rekvizice proběhla počátkem dubna 1942 a dochován je pouze malý zvon umíráček, který má průměr 63 cm, výška je 45 cm a závěs 9 cm . Na plášti zvonu je dobře viditelná kartuš, kde je uveden autor, místo a rok odlití OKTAV WINTER BRAUNAU I./B./ GOSS MICH 1927, NR 2676. Na druhé straně pláště je nápis švabachem Menschen kommen und gehen, Gott bleibt bestehen.[zdroj?]

## Galerie

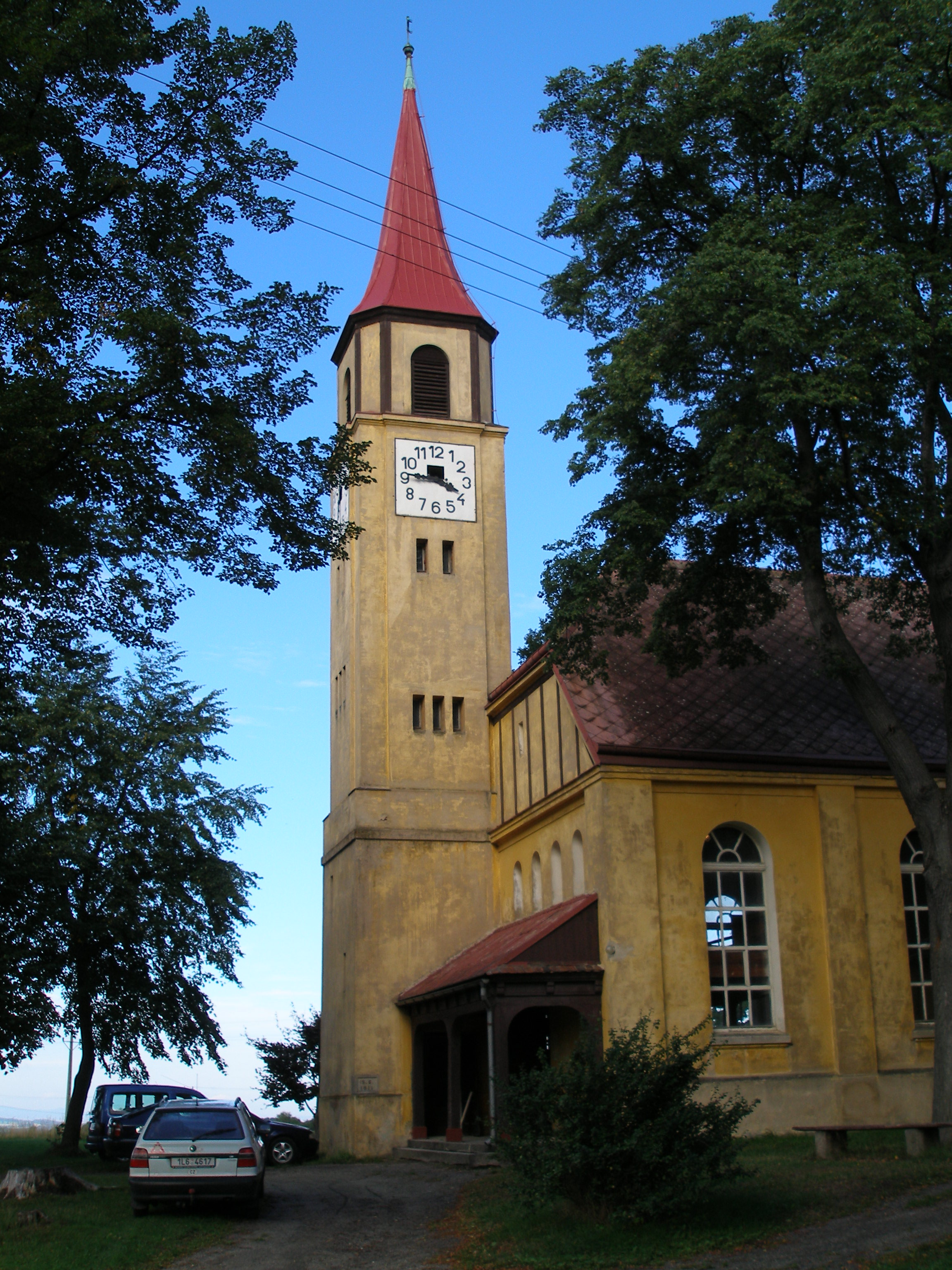
kostelní věž
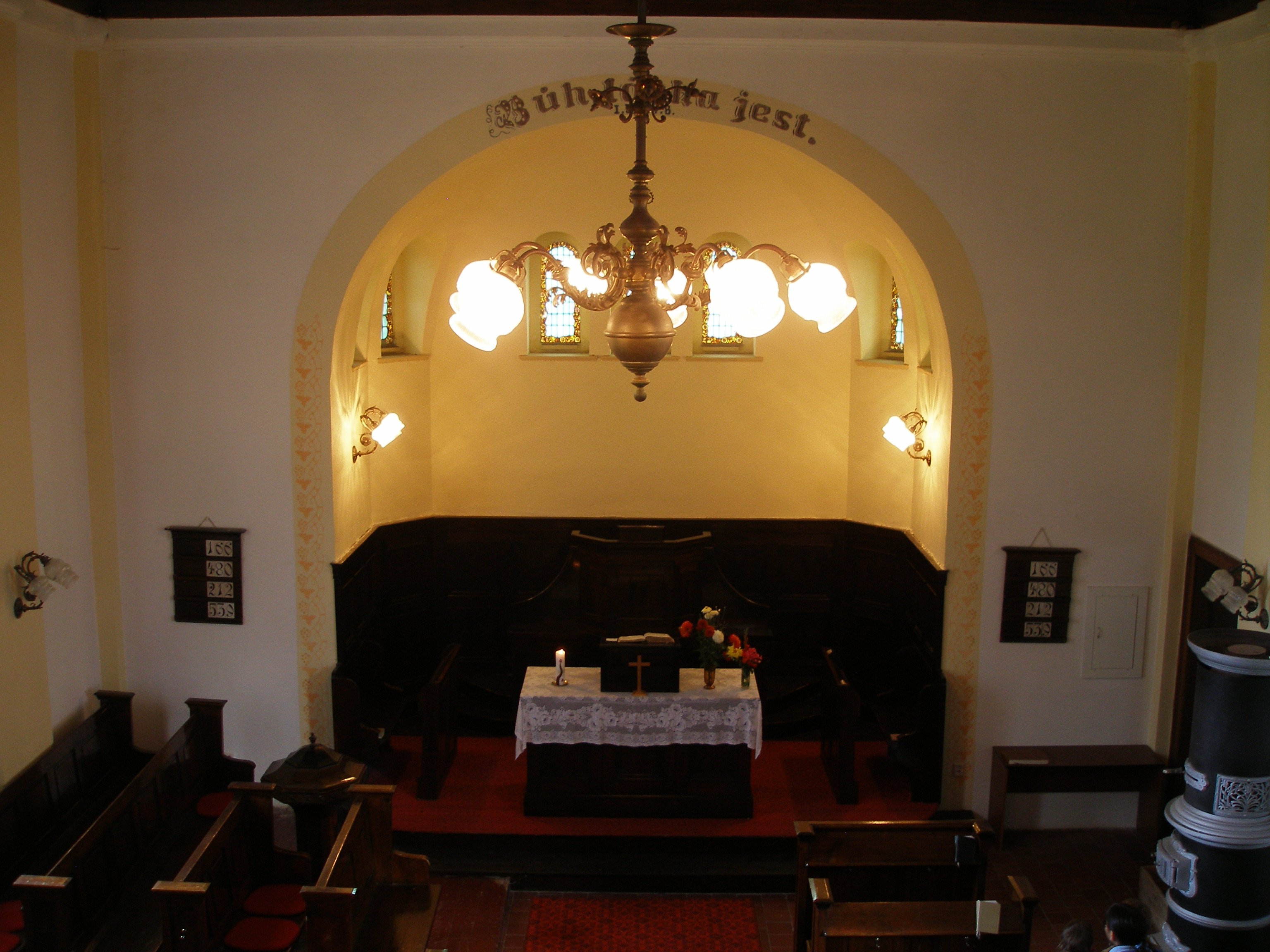
interiér kostela
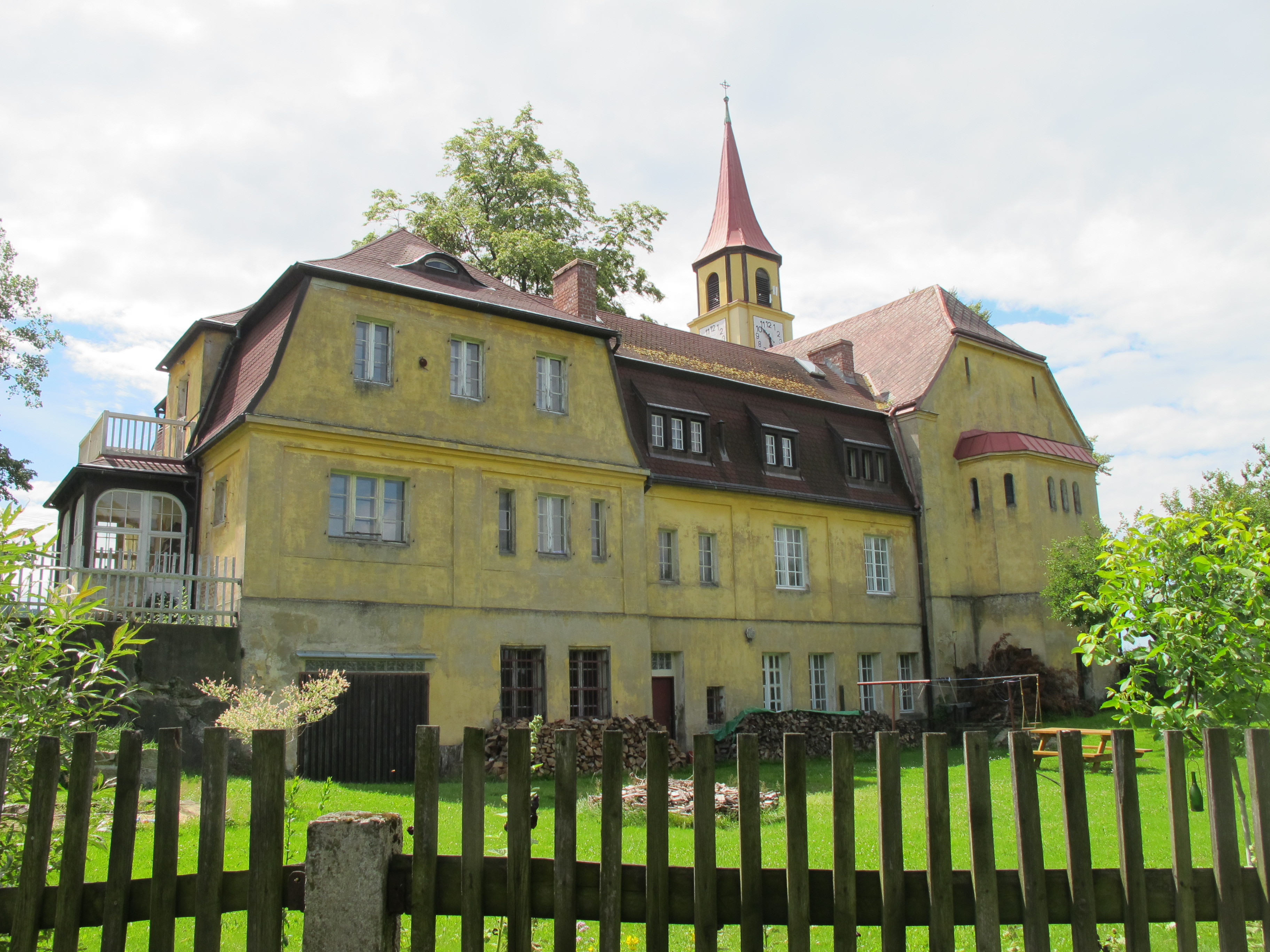
pohled na komplex ze severu
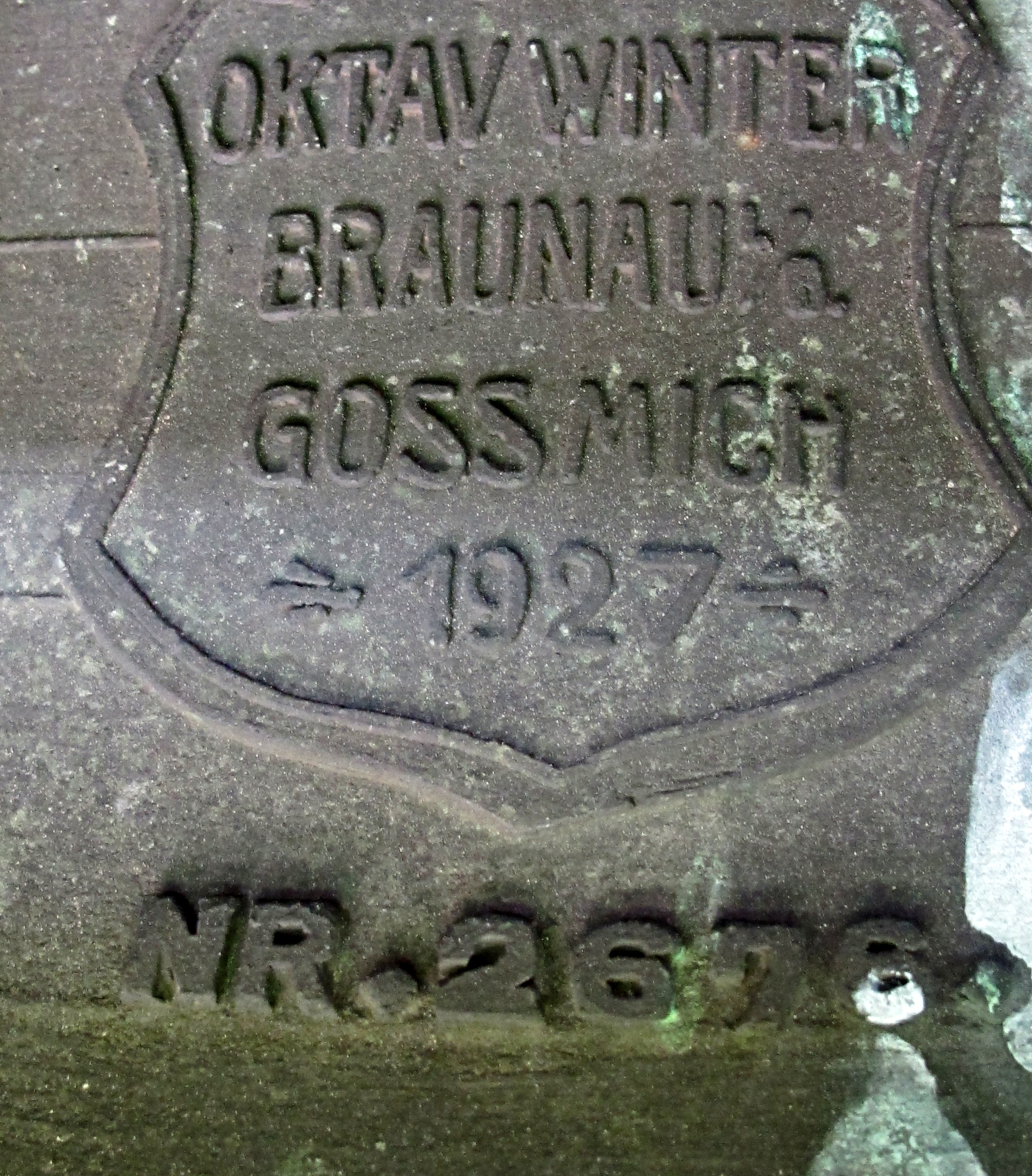
Kartuše na dochovaném zvonu